# Wertfreiheit
Wertfreiheit (niem. wolność od wartościowania) – zasada w metodologii Davida Hume’a, która w nauce nakazuje oddzielenie faktów od wartości. Od początku XX wieku szczególnie popularna w socjologii i ekonomii.
Postulat uwolnienia od wartościowania został wysunięty przez Maxa Webera w celu uniknięcia  nierozwiązalnych sporów o podłożu ideologicznym.